# KAI DVD-BOXIII 36年目/The Premium 35years Past
KAI DVD-BOXIII 36年目/The Premium 35years Pastは、2010年11月1日に一般発売された甲斐よしひろの映像作品。

## 概要
2005年～2008年までにファンクラブ限定で販売されていた甲斐よしひろのライヴDVDと、2008年～2010年までに開催された甲斐バンドの未発表ライヴ映像のDVD化。ボックスセット第三弾。
2005年9月に開催されたクラシックコンサート『EXPO Classic Kai KAI YOSHIHIRO TOUR 2005』、2006年に開催されたツアー『ROLLING CIRCUS REVUE KAI YOSHIHIRO TOUR 2006』、2007年に開催されたツアー『TWENTY STORIES KAI YOSHIHIRO TOUR 2007』、2008年に開催されたツアー『Tour of "TEN STORIES 2" 2008』のDVDをジャケットをリニューアルし再収録。全ディスク、デジタルリマスタリング。
そして、2008年に開催された甲斐バンドのツアーからDVD化されていない公演を収録した『IN Forum 2008』、35周年ツアーの最終日を収録した『35th』を初映像化。
DVD6枚組、豪華ブックレット仕様。ファンクラブで先行発売されたあと一般ではAmazon.co.jpで販売。それぞれに特典があり、ファンクラブで購入すると5曲入りの『LIVE Another Tracks』特典DVD、Amazonで購入するとカード型ジャケットが付いてきた。
発売元は、所属事務所『甲斐オフィス』で、販売元は力塾。品番はKAID-11～16。

## Disc.1『35th』（甲斐バンド）(KAID-11)
- 甲斐バンドとしてデビュー35周年を記念して2009年～2010年にかけて開催されたツアー『KAI 35th Anniversary KAI BAND NEVEREND TOUR』から2010年2月28日東京厚生年金会館を収録。

1. ブライトン・ロック
2. マドモアゼル・ブルース
3. フェアリー(完全犯罪)
4. エメラルドの爪先
5. ラン・フリー（スワン・ダンスを君と）
6. 朝まで待てない
7. ナイト・ウェイブ
8. BLUE LETTER
9. 嵐の明日
10. 昨日のように
11. 陽の訪れのように～メガロポリス・ノクターン
12. 安奈
13. 目線を上げて
14. 氷のくちびる
15. ポップコーンをほおばって
16. 翼あるもの
17. 漂泊者(アウトロー)
18. この夜にさよなら
19. 風の中の火のように
20. 電光石火BABY
21. 冷血(コールド･ブラッド)
22. HERO(ヒーローになる時、それは今)
23. 熱狂(ステージ)

## Disc.2『IN Forum 2008』（甲斐バンド）(KAID-12)
- 2008年～2009年に開催された甲斐バンドのツアー『BEATNIC TOUR 08-09 -THE ONE NIGHT STAND-』から2008年10月25日東京国際フォーラムのライヴの模様を収録。

1. 胸いっぱいの愛
2. 感触（タッチ）
3. らせん階段
4. ナイト・ウェイブ
5. シーズン
6. ビューティフル・エネルギー
7. カーテン
8. シネマ・クラブ
9. 裏切りの街角
10. 嵐の季節
11. 地下室のメロディー
12. 氷のくちびる
13. ポップコーンをほおばって
14. 翼あるもの
15. LADY
16. HERO(ヒーローになる時、それは今)
17. きんぽうげ
18. 漂泊者（アウトロー）
19. 観覧車'82
20. 破れたハートを売り物に
21. ラヴ・マイナス・ゼロ
22. 100万$ナイト

## Disc.3『Tour of TEN STORIES 2』（甲斐よしひろ）(KAID-13)
- 2008年に開催されたツアー『Tour of TEN STORIES 2 2008 KAI YOSHIHIRO』を収録。

1. 駅
2. I LOVE YOU
3. めぐり逢い
4. タイガー＆ドラゴン
5. 別れましょう私から消えましょうあなたから
6. Marionette
7. 嵐の明日
8. 胸いっぱいの愛
9. 港からやってきた女
10. 絶対・愛
11. 風の中の火のように
12. 翼あるもの
13. 漂泊者（アウトロー）
14. HERO（ヒーローになる時、それは今）
15. あばずれセブンティーン
16. メンバー紹介
17. レイン
18. 光あるうちに行け
19. ティーンエイジ・ラスト

## Disc.4『20 STORIES』（甲斐よしひろ）(KAID-14)
- 2007年に開催されたツアー『TWENTY STORIES KAI YOSHIHIRO TOUR 2007』を収録。

1. 今宵の月のように
2. 歌舞伎町の女王
3. ハナミズキ
4. くるみ
5. 色彩のブルース
6. Swallowtail Butterfly～あいのうた～
7. 接吻 KISS
8. すばらしい日々
9. I.L.Y.V.M
10. レイン
11. マドモアゼル・ブルース
12. 野獣
13. ブルー・シティ
14. 三つ数えろ
15. 冷血（コールド・ブラッド）
16. 風の中の火のように
17. 漂泊者（アウトロー）
18. きんぽうげ
19. HERO（ヒーローになる時、それは今）
20. ノーヴェンバー・レイン
21. GUTS

## Disc.5『ROLLING CIRCUS REVUE』（甲斐よしひろ）(KAID-15)
- 2006年に開催されたツアー『ROLLING CIRCUS REVUE KAI YOSHIHIRO TOUR 2006』を収録。

1. 25時の追跡
2. 危険な道連れ
3. ランデヴー
4. 荒野をくだって
5. 悪いうわさ～ダニーボーイに耳をふさいで
6. 港からやってきた女
7. ボーイッシュ・ガール
8. BLUE LETTER
9. 射程距離
10. No.1のバラード
11. シーズン
12. ビューティフル･エネルギー
13. 氷のくちびる
14. .ポップコーンをほおばって
15. 翼あるもの
16. 漂泊者（アウトロー）
17. キラー・ストリート
18. 安奈
19. 観覧車'82
20. 嵐の季節

## Disc.6『EXPO Classic Kai』（甲斐よしひろ）(KAID-16)
- 2005年9月に開催されたクラシックコンサート『EXPO Classic Kai KAI YOSHIHIRO Tour 2005』を収録したライブDVD。単体ではファンクラブの通信販売・コンサート会場限定で販売（KAID-7）されていた。ボーナス映像として、同年に開催された『アコギなPARTY 30』ツアーから4月10日の東京都サンパール荒川でのライブの模様を2曲収録。

1. かりそめのスウィング
2. 昨日鳴る鐘の音
3. 甘いKISSをしようぜ
4. 安奈
5. LADY
6. 裏切りの街角
7. 花・太陽・雨
8. イエロー・キャブ
9. 風が唄った日
10. 破れたハートを売り物に
11. 風の中の火のように
12. 漂泊者（アウトロー）
13. 翼あるもの
14. 冷血（コールド・ブラッド）
15. レイニー・ドライヴ
16. 熱狂（ステージ）
17. バス通り

Bonus Track
1. 愛のもえさし（アコギなPARTY 30　サンパール荒川）
2. 感触（タッチ）（アコギなPARTY 30　サンパール荒川）

## 特典DVD『LIVE Another Tracks』（ファンクラブ限定）
1. 安奈（レゲエ ver.）（Tour of "TEN STORIES 2" 2008）
2. 地下室のメロディー（ROLLING CIRCUS REVUE KAI YOSHIHIRO TOUR 2006）
3. からくり（ROLLING CIRCUS REVUE KAI YOSHIHIRO TOUR 2006）
4. 世界で一番甘いメロディー（KAI 35th Anniversary KAI BAND NEVEREND TOUR）
5. ラン・フリー（スワン・ダンスを君と）（KAI 35th Anniversary KAI BAND NEVEREND TOUR）